# Hansa (1939)
«Ганза» був допоміжним крейсером Крігсмаріне нацистської Німеччини, який використовувався під час Другої світової війни.
Позначення корабля було  HSK 5(II) ( тобто другий з яцим позначенням, першим був  «Пінгвін»), або також як Корабель 5.  Останнє німецьке судно, яке було перетворено на допоміжний крейсер, «Ганза» було названо на честь Ганзейського союзу.

## історія
Закладений задумана як вантажне судно  «Гленгаррі». Воно була захоплена німцями під час окупації Данії під час будівництва на Burmeister & Wain у Копенгагені. Судно була тимчасово перейменовано в Zielschiff Meersburg і служило кораблем-мішенню для 27-ї флотилії підводних човнів.
Взимку 1942–1943 років його відправили на верф  «Вілтон» у Роттердамі, а пізніше на Blohm & Voss, Гамбург, де його переобладнали на допоміжний крейсер. Він мав позначення HSK 5(II), що відображало номер верфі, в яку він був переобладнаний.
Списаний як Hilfskreuzer у лютому 1944 року, корабель став Kadettenschulschiff (курсантське навчальне судно).

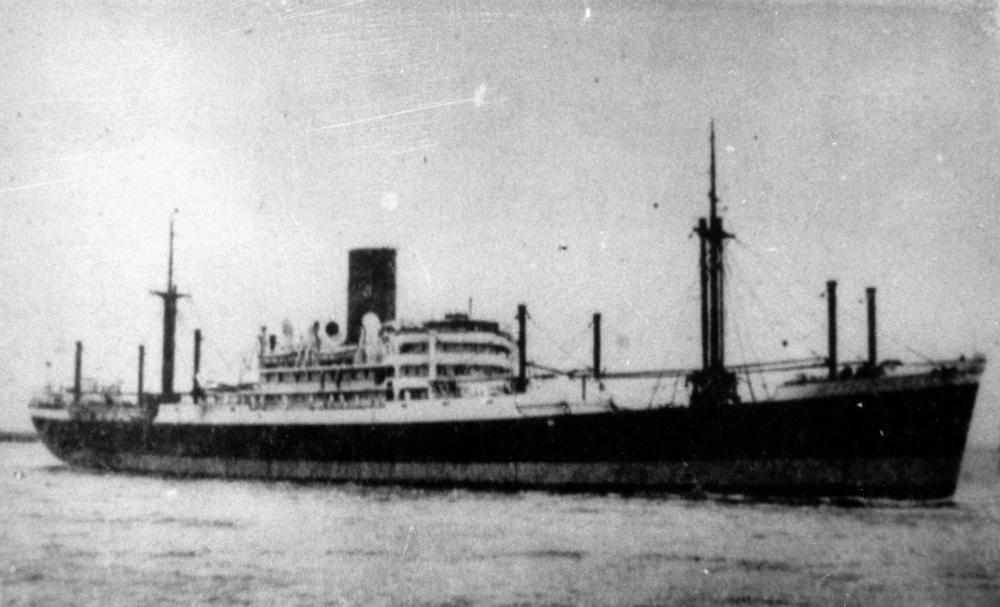
Дата невідома

З вересня 1944 року по травень 1945 року воно брало участь в евакуації на Балтійському морі, перевозячи понад 12 000 солдатів і цивільних осіб одночасно. «Ганза» був останнім кораблем, який вийшов з Геля.

## Доля
20 травня 1945 року судно відпливло на інтернування до Фемарна. Його отримали британці та повернули на лінію Глена, частину групи Альфреда Холта (Лінія блакитної труби), які початково і замовили її. До 1971 року вона плавала під різними іменами, але здебільшого як «Гленгаррі». Судно здали на металобрухт у 1971 році. Два однотипні судна були переобладнані у десантні кораблі та були присутні під час висадок в Анціо та Салерно. Вони також пережили війну і були повернуті групи Альфреда Холта.